# Battle Metal
Albums de Turisas
The Heart of Turisas
(2001) The Varangian Way
(2007)
Battle Metal est le premier album studio du groupe de Folk metal finlandais Turisas. L'album est sorti le 26 juillet 2004 sous le label Century Media Records.

## Liste des titres
1. Victoriae & Triumphi Dominus – 1:27
2. As Torches Rise – 4:51
3. Battle Metal – 4:23
4. The Land of Hope and Glory – 6:22
5. The Messenger – 4:42
6. One More – 6:50
7. Midnight Sunrise – 8:15
8. Among Ancestors – 5:16
9. Sahti-Waari – 2:28
10. Prologue for R.R.R. – 3:09
11. Rex Regi Rebellis – 7:10
12. Katuman Kaiku – 2:22

## Musiciens
- Mathias Nygård – chant, alto, soprano, percussion additionnelle
- Jussi Wickström – guitare, basse, contrebasse
- Georg Laakso – guitare
- Antti Ventola – claviers et piano
- Tude Lehtonen – batterie/percussions

### Musiciens de session
- Riku Ylitalo - accordéon
- Olli Vänskä - violon
- Emmanuelle Zoldan - chant féminin